# Boljenovići
Boljenovići – wieś w Chorwacji, w żupanii dubrownicko-neretwiańskiej, w gminie Ston. W 2011 roku liczyła 87 mieszkańców.